# ティレーノ〜アドリアティコ2011
ティレーノ〜アドリアティコ2011は、ティレーノ〜アドリアティコの46回目のレース。2011年3月9日から15日まで行なわれた。

## 参加チーム
- 斜字はコンチネンタルプロチーム

- アクア・エ・サポーネ
- AG2R・ラ・モンディアル
- アスタナ・チーム
- BMC・レーシングチーム
- エウスカルテル・エウスカディ
- ガーミン・サーヴェロ
- ファルネーゼ・ヴィーニ - ネーリ・ソットーリ
- ランプレ・ISD
- レオパルド・トレック
- リクイガス・キャノンデール
- オメガファーマ・ロット
- クイックステップ
- ラボバンク
- チーム・HTC - ハイロード
- チーム・カチューシャ
- チーム・モビスター
- チーム・レディオシャック
- チーム・サクソバンク - サンガード
- チームスカイ
- ヴァカンソレイユ・DCM

## 区間及び総合首位の変遷
| ステージ | 区間優勝                   | 総合 ·               | ポイント賞 ·           | 山岳賞 ·                 | 新人賞 ·             | チーム                     |
| -------- | -------------------------- | -------------------- | ---------------------- | ------------------------ | -------------------- | -------------------------- |
| 1        | ラボバンク                 | ラース・ボーム       |                        |                          | ロベルト・ヘーシンク | ラボバンク                 |
| 2        | タイラー・ファーラー       | タイラー・ファーラー | タイラー・ファーラー   | ハビエル・アラメンディア | ロベルト・ヘーシンク | ラボバンク                 |
| 3        | フアン・ホセ・アエド       | タイラー・ファーラー | タイラー・ファーラー   | ハビエル・アラメンディア | ロベルト・ヘーシンク | ラボバンク                 |
| 4        | ミケーレ・スカルポーニ     | ロベルト・ヘーシンク | タイラー・ファーラー   | ハビエル・アラメンディア | ロベルト・ヘーシンク | リクイガス・キャノンデール |
| 5        | フィリップ・ジルベール     | カデル・エヴァンス   | タイラー・ファーラー   | ダヴィデ・マラカルネ     | ロベルト・ヘーシンク | リクイガス・キャノンデール |
| 6        | カデル・エヴァンス         | カデル・エヴァンス   | ミケーレ・スカルポーニ | ダヴィデ・マラカルネ     | ロベルト・ヘーシンク | リクイガス・キャノンデール |
| 7        | ファビアン・カンチェラーラ | カデル・エヴァンス   | ミケーレ・スカルポーニ | ダヴィデ・マラカルネ     | ロベルト・ヘーシンク | リクイガス・キャノンデール |

## 区間及び総合成績

### 第1ステージ
- 3月9日（水）　カッラーラ・ヨットハーバー　(チームタイムトライアル) 16.8km

区間成績 & チーム時間賞首位
| 順位 | チーム名                          | 国籍           | 時間     |
| ---- | --------------------------------- | -------------- | -------- |
| 1    | ラボバンク                        | オランダ       | 18分08秒 |
| 2    | ガーミン・サーヴェロ              | アメリカ合衆国 | +09秒    |
| 3    | チーム・HTC - ハイロード          | アメリカ合衆国 | +10秒    |
| 4    | チーム・サクソバンク - サンガード | デンマーク     | +11秒    |
| 5    | リクイガス・キャノンデール        | イタリア       | +22秒    |

総合成績
| 順位 | 選手名                         | 国籍     | チーム名                 | 時間     |
| ---- | ------------------------------ | -------- | ------------------------ | -------- |
| 1    | ラース・ボーム                 | オランダ | ラボバンク               | 18分08秒 |
| 2    | セバスティアン・ランヘヴェルト | オランダ | ラボバンク               | 同       |
| 3    | ロベルト・ヘーシンク           | オランダ | ラボバンク               | 同       |
| 4    | ブラム・タンキンク             | オランダ | ラボバンク               | 同       |
| 5    | オスカル・フレイレ             | スペイン | ラボバンク               | 同       |
| 54   | 別府史之                       | 日本     | チーム・レディオシャック | +30秒    |

### 第2ステージ
- 3月10日（木） カッラーラ － アレッツォ　202km

区間成績
| 順位 | 選手名                   | 国籍           | チーム名                          | 時間          |
| ---- | ------------------------ | -------------- | --------------------------------- | ------------- |
| 1    | タイラー・ファーラー     | アメリカ合衆国 | ガーミン・サーヴェロ              | 4時間56分06秒 |
| 2    | アレッサンドロ・ペタッキ | イタリア       | ランプレ・ISD                     | 同            |
| 3    | フアン・ホセ・アエド     | アルゼンチン   | チーム・サクソバンク - サンガード | 同            |
| 4    | マーク・レンショー       | オーストラリア | チーム・HTC - ハイロード          | 同            |
| 5    | マルセル・ジーベルク     | ドイツ         | オメガファーマ・ロット            | 同            |
| 103  | 別府史之                 | 日本           | チーム・レディオシャック          | +12秒         |

総合成績
| 順位 | 選手名                         | 国籍           | チーム名                 | 時間          |
| ---- | ------------------------------ | -------------- | ------------------------ | ------------- |
| 1    | タイラー・ファーラー           | アメリカ合衆国 | ガーミン・サーヴェロ     | 5時間14分13秒 |
| 2    | トム・レーザー                 | オランダ       | ラボバンク               | +02秒         |
| 3    | ラース・ボーム                 | オランダ       | ラボバンク               | 同            |
| 4    | セバスティアン・ランヘヴェルト | オランダ       | ラボバンク               | 同            |
| 5    | オスカル・フレイレ             | スペイン       | ラボバンク               | 同            |
| 61   | 別府史之                       | 日本           | チーム・レディオシャック | +43秒         |

ポイント賞首位
- タイラー・ファーラー （ アメリカ合衆国、ガーミン・サーヴェロ） 12ポイント

山岳賞首位
- フランシスコ・ハビエル・アラメンディア　（ スペイン、エウスカルテル・エウスカディ）　10ポイント

チーム時間賞首位
- ラボバンク　15時間06分26秒

### 第3ステージ
- 3月11日（金） テッラヌオーヴァ・ブラッチョリーニ　－　ペルージャ　189km

区間成績
| 順位 | 選手名                   | 国籍           | チーム名                          | 時間          |
| ---- | ------------------------ | -------------- | --------------------------------- | ------------- |
| 1    | フアン・ホセ・アエド     | アルゼンチン   | チーム・サクソバンク - サンガード | 4時間39分45秒 |
| 2    | タイラー・ファーラー     | アメリカ合衆国 | ガーミン・サーヴェロ              | 同            |
| 3    | ダニエル・オッス         | イタリア       | リクイガス・キャノンデール        | 同            |
| 4    | アレッサンドロ・ペタッキ | イタリア       | ランプレ・ISD                     | 同            |
| 5    | マーク・レンショー       | オーストラリア | チーム・HTC - ハイロード          | 同            |
| 16   | 別府史之                 | 日本           | チーム・レディオシャック          | 同            |

総合成績
| 順位 | 選手名               | 国籍           | チーム名                          | 時間          |
| ---- | -------------------- | -------------- | --------------------------------- | ------------- |
| 1    | タイラー・ファーラー | アメリカ合衆国 | ガーミン・サーヴェロ              | 5時間14分13秒 |
| 2    | フアン・ホセ・アエド | アルゼンチン   | チーム・サクソバンク - サンガード | +05秒         |
| 3    | ラース・ボーム       | オランダ       | ラボバンク                        | +06秒         |
| 4    | オスカル・フレイレ   | スペイン       | ラボバンク                        | +08秒         |
| 5    | トム・レーザー       | オランダ       | ラボバンク                        | 同            |
| 58   | 別府史之             | 日本           | チーム・レディオシャック          | +50秒         |

ポイント賞首位
- タイラー・ファーラー （ アメリカ合衆国、ガーミン・サーヴェロ） 24ポイント

山岳賞首位
- フランシスコ・ハビエル・アラメンディア　（ スペイン、エウスカルテル・エウスカディ）　10ポイント

新人賞首位
- ロベルト・ヘーシンク （ オランダ、ラボバンク） 9時間53分59秒

チーム時間賞首位
- ラボバンク　29時間05分41秒

### 第4ステージ
- 3月12日（土） ナルニ　－　キエーティ　240km

区間成績
| 順位 | 選手名                 | 国籍           | チーム名                   | 時間          |
| ---- | ---------------------- | -------------- | -------------------------- | ------------- |
| 1    | ミケーレ・スカルポーニ | イタリア       | ランプレ・ISD              | 6時間10分59秒 |
| 2    | ダミアーノ・クネゴ     | イタリア       | ランプレ・ISD              | 同            |
| 3    | カデル・エヴァンス     | オーストラリア | BMC・レーシングチーム      | 同            |
| 4    | イヴァン・バッソ       | イタリア       | リクイガス・キャノンデール | +02秒         |
| 5    | ダニーロ・ディルーカ   | イタリア       | チーム・カチューシャ       | +06秒         |
| 63   | 別府史之               | 日本           | チーム・レディオシャック   | +6分36秒      |

総合成績
| 順位 | 選手名                 | 国籍           | チーム名                   | 時間           |
| ---- | ---------------------- | -------------- | -------------------------- | -------------- |
| 1    | ロベルト・ヘーシンク   | オランダ       | ラボバンク                 | 16時間05分10秒 |
| 2    | カデル・エヴァンス     | オーストラリア | BMC・レーシングチーム      | +10秒          |
| 3    | イヴァン・バッソ       | イタリア       | リクイガス・キャノンデール | +12秒          |
| 4    | ミケーレ・スカルポーニ | イタリア       | ランプレ・ISD              | +15秒          |
| 5    | ダミアーノ・クネゴ     | イタリア       | ランプレ・ISD              | +19秒          |
| 63   | 別府史之               | 日本           | チーム・レディオシャック   | +7分06秒       |

ポイント賞首位
- タイラー・ファーラー （ アメリカ合衆国、ガーミン・サーヴェロ） 24ポイント

山岳賞首位
- フランシスコ・ハビエル・アラメンディア　（ スペイン、エウスカルテル・エウスカディ）　11ポイント

新人賞首位
- ロベルト・ヘーシンク （ オランダ、ラボバンク） 16時間05分10秒

チーム時間賞首位
- リクイガス・キャノンデール　47時間39分38秒

### 第5ステージ
- 3月13日（日） キエーティ　－　カステルライモンド　240km

区間成績
| 順位 | 選手名                 | 国籍       | チーム                   | 時間          |
| ---- | ---------------------- | ---------- | ------------------------ | ------------- |
| 1    | フィリップ・ジルベール | ベルギー   | オメガファーマ・ロット   | 6時間43分23秒 |
| 2    | ワウト・プルス         | オランダ   | ヴァカンソレイユ・DCM    | 同            |
| 3    | ダミアーノ・クネゴ     | イタリア   | ランプレ・ISD            | 同            |
| 4    | ダニーロ・ディルーカ   | イタリア   | チーム・カチューシャ     | 同            |
| 5    | アンドレイ・アマドール | コスタリカ | チーム・モビスター       | 同            |
| 116  | 別府史之               | 日本       | チーム・レディオシャック | +31分00秒     |

総合成績
| 順位 | 選手名                 | 国籍           | チーム                     | 時間           |
| ---- | ---------------------- | -------------- | -------------------------- | -------------- |
| 1    | カデル・エヴァンス     | オーストラリア | BMC・レーシングチーム      | 22時間48分45秒 |
| 2    | イヴァン・バッソ       | イタリア       | リクイガス・キャノンデール | +02秒          |
| 3    | ダミアーノ・クネゴ     | イタリア       | ランプレ・ISD              | +03秒          |
| 4    | ミケーレ・スカルポーニ | イタリア       | ランプレ・ISD              | +05秒          |
| 5    | ロベルト・ヘーシンク   | オランダ       | ラボバンク                 | 同             |
| 104  | 別府史之               | 日本           | チーム・レディオシャック   | +37分54秒      |

ポイント賞首位
- タイラー・ファーラー （ アメリカ合衆国、ガーミン・サーヴェロ） 24ポイント

山岳賞首位
- ダヴィデ・マラカルネ　（ イタリア、クイックステップ）　13ポイント

新人賞首位
- ロベルト・ヘーシンク （ オランダ、ラボバンク） 22時間48分50秒

チーム時間賞首位
- リクイガス・キャノンデール　67時間50分57秒

### 第6ステージ
- 3月14日（月） ウッシタ　－　マチェラータ　178km

区間成績
| 順位 | 選手名                       | 国籍           | チーム                                      | 時間          |
| ---- | ---------------------------- | -------------- | ------------------------------------------- | ------------- |
| 1    | カデル・エヴァンス           | オーストラリア | BMC・レーシングチーム                       | 4時間37分58秒 |
| 2    | ジョヴァンニ・ヴィスコンティ | イタリア       | ファルネーゼ・ヴィーニ - ネーリ・ソットーリ | 同            |
| 3    | ミケーレ・スカルポーニ       | イタリア       | ランプレ・ISD                               | 同            |
| 4    | ヴィンチェンツォ・ニバリ     | イタリア       | リクイガス・キャノンデール                  | 同            |
| 5    | イヴァン・バッソ             | イタリア       | リクイガス・キャノンデール                  | 同            |
| 74   | 別府史之                     | 日本           | チーム・レディオシャック                    | +8分59秒      |

総合時間
| 順位 | 選手名                   | 国籍           | チーム                     | 時間           |
| ---- | ------------------------ | -------------- | -------------------------- | -------------- |
| 1    | カデル・エヴァンス       | オーストラリア | BMC・レーシングチーム      | 27時間26分33秒 |
| 2    | ミケーレ・スカルポーニ   | イタリア       | ランプレ・ISD              | +09秒          |
| 3    | イヴァン・バッソ         | イタリア       | リクイガス・キャノンデール | +12秒          |
| 4    | ロベルト・ヘーシンク     | オランダ       | ラボバンク                 | +15秒          |
| 5    | ヴィンチェンツォ・ニバリ | イタリア       | リクイガス・キャノンデール | +21秒          |
| 94   | 別府史之                 | 日本           | チーム・レディオシャック   | +47分03秒      |

ポイント賞首位
- ミケーレ・スカルポーニ （ イタリア、ランプレ・ISD） 26ポイント

山岳賞首位
- ダヴィデ・マラカルネ　（ イタリア、クイックステップ）　16ポイント

新人賞首位
- ロベルト・ヘーシンク （ オランダ、ラボバンク） 27時間26分46秒

チーム時間賞首位
- リクイガス・キャノンデール　81時間45分24秒

### 第7ステージ
- 3月15日（火） サン・ベネデット・デル・トロント　(個人タイムトライアル) 9.3km

区間成績
| 順位 | 選手名                     | 国籍     | チーム                   | 時間     |
| ---- | -------------------------- | -------- | ------------------------ | -------- |
| 1    | ファビアン・カンチェラーラ | スイス   | レオパルド・トレック     | 10分33秒 |
| 2    | ラース・ボーム             | オランダ | ラボバンク               | +09秒    |
| 3    | アドリアーノ・マローリ     | イタリア | ランプレ・ISD            | +19秒    |
| 4    | リック・フレンス           | オランダ | ラボバンク               | +20秒    |
| 5    | ベルト・グラプシュ         | ドイツ   | チーム・HTC - ハイロード | +22秒    |
| 60   | 別府史之                   | 日本     | チーム・レディオシャック | +1分01秒 |

#### 個人総合成績
| 順位 | 選手名                   | 国籍           | チーム                     | 時間           |
| ---- | ------------------------ | -------------- | -------------------------- | -------------- |
| 1    | カデル・エヴァンス       | オーストラリア | BMC・レーシングチーム      | 27時間37分37秒 |
| 2    | ロベルト・ヘーシンク     | オランダ       | ラボバンク                 | +11秒          |
| 3    | ミケーレ・スカルポーニ   | イタリア       | ランプレ・ISD              | +15秒          |
| 4    | イヴァン・バッソ         | イタリア       | リクイガス・キャノンデール | +24秒          |
| 5    | ヴィンチェンツォ・ニバリ | イタリア       | リクイガス・キャノンデール | +30秒          |
| 6    | マルコ・ピノッティ       | イタリア       | チーム・HTC - ハイロード   | +39秒          |
| 7    | ティアゴ・マシャド       | ポルトガル     | チーム・レディオシャック   | +42秒          |
| 8    | ダミアーノ・クネゴ       | イタリア       | ランプレ・ISD              | +50秒          |
| 9    | フィリップ・ジルベール   | ベルギー       | オメガファーマ・ロット     | +57秒          |
| 10   | トーマス・ルヴクヴィスト | スウェーデン   | チーム・スカイ             | +58秒          |
| 91   | 別府史之                 | 日本           | チーム・レディオシャック   | +47分33秒      |

#### ポイント賞
| 順位 | 選手名                 | 国籍           | チーム                | ポイント |
| ---- | ---------------------- | -------------- | --------------------- | -------- |
| 1    | ミケーレ・スカルポーニ | イタリア       | ランプレ・ISD         | 26       |
| 2    | タイラー・ファーラー   | アメリカ合衆国 | ガーミン・サーヴェロ  | 26       |
| 3    | カデル・エヴァンス     | オーストラリア | BMC・レーシングチーム | 20       |

#### 山岳賞
| 順位 | 選手名                                 | 国籍       | チーム                       | ポイント |
| ---- | -------------------------------------- | ---------- | ---------------------------- | -------- |
| 1    | ダヴィデ・マラカルネ                   | イタリア   | クイックステップ             | 16       |
| 2    | ハビエル・フランシスコ・アラメンディア | スペイン   | エウスカルテル・エウスカディ | 11       |
| 3    | ゴラズド・シュタンゲリ                 | スロベニア | アスタナ・チーム             | 11       |

#### 新人賞
| 順位 | 選手名               | 国籍           | チーム                | 時間           |
| ---- | -------------------- | -------------- | --------------------- | -------------- |
| 1    | ロベルト・ヘーシンク | オランダ       | ラボバンク            | 27時間37分48秒 |
| 2    | サイモン・クラーク   | オーストラリア | アスタナ・チーム      | +1分45秒       |
| 3    | ワウト・プルス       | オランダ       | ヴァカンソレイユ・DCM | +1分52秒       |

#### チーム時間賞
| 順位 | チーム名                     | 国籍           | 時間           |
| ---- | ---------------------------- | -------------- | -------------- |
| 1    | リクイガス・キャノンデール   | イタリア       | 82時間18分57秒 |
| 2    | チーム・HTC - ハイロード     | アメリカ合衆国 | +1分21秒       |
| 3    | エウスカルテル・エウスカディ | スペイン       | +4分01秒       |